# Saint-Cyprien, Dordogne
Saint-Cyprien (tiếng Pháp của Thánh Cyprian) là một xã trong tỉnh Dordogne, thuộc vùng Aquitaine ở tây nam nước Pháp.

## Dân số
| Năm  | Dân số | Mật độ | % của tổng |
| ---- | ------ | ------ | ---------- |
| 1962 | 1,617  | -      | -          |
| 1968 | 1,649  | -      | -          |
| 1975 | 1,763  | -      | -          |
| 1982 | 1,708  | -      | -          |
| 1990 | 1,593  | -      | -          |
| 1999 | 1,522  | 70/km² | 23.48%     |